# Melody (téléfilm)
Pour les articles homonymes, voir Melody.
Melody est un téléfilm réalisé par Jean-Christophe Averty en 1971.
Il reprend l'histoire de l'album Histoire de Melody Nelson de Serge Gainsbourg. C'est un téléfilm à mi-chemin entre un clip et une comédie musicale, dans des décors psychédéliques.
Jean-Christophe Averty y fait des incrustations vidéo de Jane et Serge, superposées à des tableaux de Salvador Dali, Max Ernst, Paul Delvaux et du Douanier Rousseau.

## Fiche technique
- Réalisation : Jean-Christophe Averty, assisté de Patrick Le Guen
- Image : Jacques Duhamel
- Effets spéciaux : Max Debrenne
- Musique : Serge Gainsbourg et Jean-Claude Vannier
- Production : Raymond Nègre
- Costumes : Josette Verrier
- Montage : Christiane Coutel
- Durée : 28 minutes
- Date de diffusion : 22 décembre 1971

## Distribution
- Jane Birkin : Melody Nelson
- Serge Gainsbourg : l'homme